# Hoensbroek

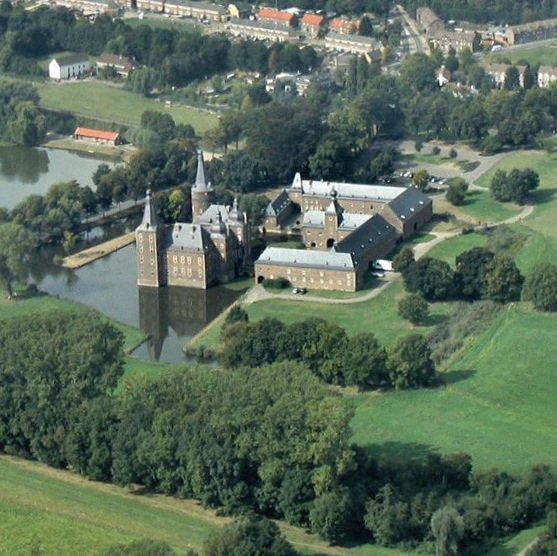
Château de Hoensbroek.

Hoensbroek, en limbourgeois Gebrook, est une petite ville néerlandaise situé dans la commune de Heerlen, dans la province du Limbourg néerlandais. En 2009, Hoensbroek comptait environ 25 000 habitants. Hoensbroek a aussi un château, le Château de Hoensbroek.

## Histoire
Hoensbroek a été une commune indépendante jusqu'au 1er janvier 1982, date de son rattachement à la commune de Heerlen.

## Naissances et morts célèbres
- Simone Simons (1985-), chanteuse du groupe Epica.
- Klaas de Vries (1943-), homme politique néerlandais membre du Parti travailliste (PvdA).
- Lambert Verdonk (1944-), footballeur néerlandais.
- Max van Heeswijk (1973), coureur cycliste néerlandais.